# Kendalserut
Kendalserut is een bestuurslaag in het regentschap Tegal van de provincie Midden-Java, Indonesië. Kendalserut telt 6773 inwoners (volkstelling 2010).